# Anchuras
Anchuras é um município da Espanha na província de Ciudad Real, comunidade autónoma de Castilla-La Mancha, de área 231 km² com população de 383 habitantes (2006) e densidade populacional de 1,66 hab./km².

## Demografia
| Variação demográfica do município entre 1991 e 2004 | Variação demográfica do município entre 1991 e 2004 | Variação demográfica do município entre 1991 e 2004 | Variação demográfica do município entre 1991 e 2004 |
| --------------------------------------------------- | --------------------------------------------------- | --------------------------------------------------- | --------------------------------------------------- |
| 1991                                                | 1996                                                | 2001                                                | 2004                                                |
| 500                                                 | 455                                                 | 408                                                 | 444                                                 |